# Pseudosciences et Postmodernisme
Pseudosciences & Postmodernisme est un ouvrage écrit par le physicien américain Alan Sokal, connu pour son précédent livre Impostures intellectuelles écrit avec Jean Bricmont.
Ce nouvel ouvrage continue la critique du postmodernisme et du relativisme cognitif, déjà amorcée dans Impostures intellectuelles. Les liens supposés entre pensée postmoderne et pseudo-sciences sont ici analysés.
Le relativisme cognitif considère tous les discours sur le monde comme des fictions équivalentes: sciences, traditions religieuses et pseudosciences sont ainsi considérées comme également vraies. Ce relativisme n'encourage-t-il pas l'essor des pseudosciences ? est une des questions posées par Alan Sokal dans ce livre.

## Sommaire
- Préface de Jean Bricmont
  - De l'affaire Sokal à l'affaire Teissier
  - Pour un scepticisme raisonnable
  - Science, morale et politique

- Pseudosciences et postmodernisme par Alan Sokal
  - Introduction
  - Pseudoscience et postmodernisme dans la formation paramédicale
  - Pseudoscience nationaliste et postmodernisme en Inde
  - Écologie et histoire postmodernes ?
  - Les scepticisme sélectif du postmodernisme
  - Quelle importance ?

- Appendice A: La religion comme pseudoscience par Alan Sokal

- Appendice B: Plaidoyer pour un réalisme scientifique modeste par Jean Bricmont et Alan Sokal
  - Introduction
  - Quelques problèmes épistémologiques de base
  - Vers une épistémologie raisonnable

- Bibliographie

- Remerciements